# Platillo de pan

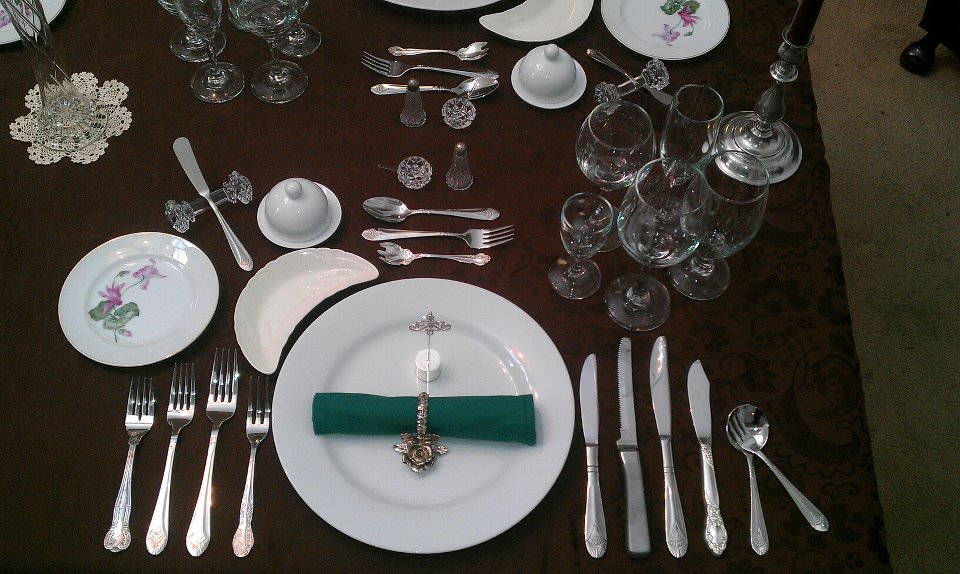
Distribución de la vajilla de un comensal sobre la mesa.

El platillo de pan es un plato de pequeñas dimensiones sobre el que se deposita el pan con que se va a acompañar la comida.

## Características
El plato del pan mide unos 16 cm de diámetro y se coloca a la izquierda de la vajilla, por encima del resto de los platos, alineado con las copas. Por lo general, es circular pero puede adoptar otras formas como cuadrada u ovalado. Su utilidad es la de soportar el pan durante el transcurso de la comida en un lugar accesible a la mano izquierda. El pan se sirve depositándolo sobre el mismo, bien en forma de bollo, rebanadas, etc. En ocasiones, se hace acompañar de una porción de mantequilla y de un cuchillo de untar.

## Uso y etiqueta
La etiqueta sobre la mesa dispone que el comensal corte el trozo de pan que va a utilizar y deje el resto sobre el platillo. El protocolo no admite que los trozos ya utilizados para untar o empujar la comida se vuelvan a depositar sobre el plato del pan. Sí, en cambio, aquellos que no se ha utilizado o incluso las migas. El platillo del pan permanece en la mesa durante el servicio del primer y el segundo plato. Sin embargo, se retira cuando se va a servir el postre. Este precepto de etiqueta obliga al comensal que así lo desee a solicitar de nuevo pan y útiles, según gustos, o bien en postres como el queso con membrillo.